# Quebec Major Junior Hockey League
Quebec Maritimes Junior Hockey League (fransk: la Ligue de hockey junior Maritimes Québec, forkortet QMJHL på engelsk, LHJMQ på fransk) er en af de tre store junior-ligaer som tilsammen udgør Canadian Hockey League. På grund af dets lange navn bliver den ofte omtalt som "The Q".
Gatineau Olympiques vandt President's Cup i sæsonen 2007-08 og er således regerende QMJHL-mestre.

## Introduktion
QMJHL er med sine 18 hold den af de tre ligaer med færrest hold. Den har hold i de canadiske provinser Quebec, Nova Scotia, New Brunswick, Prince Edward Island, Newfoundland og Labrador samt et enkelt hold i den amerikanske stat Maine.
Det hold der vinder ligaen vinder trofæet President's Cup og vinderen af ligaen deltager sammen med vinderne fra WHL og OHL samt et værtshold i den såkaldte Memorial Cup.
QMJHL er kendt for en hurtig og offensiv spillestil og har historisk set udviklet mange teknisk gode forwards og målmænd frem for backer.
Blandt de spillere der har spillet i QMJHL kan nævnes: Mario Lemieux, Sidney Crosby, Guy Lafleur, Ray Bourque, Pat Lafontaine, Mike Bossy, Denis Savard, Michel Goulet samt målmændene Patrick Roy, Martin Brodeur og Roberto Luongo.

## Hold
Ligaen vil foretage en omrokering af holdene inden sæsonen 2008-09 samtidig med at St. John's Fog Devils flytter til Montreal-bydelen Verdun hvor holdet skifter navn til Montreal Junior Hockey Club.
| Division      | Hold                         | By                        |
| ------------- | ---------------------------- | ------------------------- |
| Telus West    | Gatineau Olympiques          | Gatineau, Quebec          |
| Telus West    | Montreal Junior Hockey Club  | Verdun, Quebec            |
| Telus West    | Rouyn-Noranda Huskies        | Rouyn-Noranda, Quebec     |
| Telus West    | Val-d'Or Foreurs             | Val-d'Or, Quebec          |
| Telus Central | Drummondville Voltigeurs     | Drummondville, Quebec     |
| Telus Central | Lewiston MAINEiacs           | Lewiston, Maine           |
| Telus Central | Shawinigan Cataractes        | Shawinigan, Quebec        |
| Telus Central | Victoriaville Tigres         | Victoriaville, Quebec     |
| Telus East    | Baie-Comeau Drakkar          | Baie-Comeau, Quebec       |
| Telus East    | Chicoutimi Saguenéens        | Chicoutimi, Quebec        |
| Telus East    | Québec Remparts              | Québec City, Quebec       |
| Telus East    | Rimouski Océanic             | Rimouski, Quebec          |
| Atlantic      | Acadie-Bathurst Titan        | Bathurst, New Brunswick   |
| Atlantic      | Cape Breton Screaming Eagles | Sydney, Nova Scotia       |
| Atlantic      | Halifax Mooseheads           | Halifax, Nova Scotia      |
| Atlantic      | Moncton Wildcats             | Moncton, New Brunswick    |
| Atlantic      | P.E.I. Rocket                | Charlottetown, P.E.I.     |
| Atlantic      | Saint John Sea Dogs          | Saint John, New Brunswick |

## Historie
QMJHL blev stiftet i 1969 og havde til en begyndelse kun hold fra provinsen Quebec. Fra 1994 begyndte man at udvide ligaen til de atlantiske provinser og i dag består hele Eastern Division således af hold fra disse provinser med et enkelt hold i Maine.

## Danske spillere
Morten Madsen og Nikolaj Ehlers er de hidtil eneste danskere der har spillet i QMJHL. Morten Madsen spillede i sæsonen 2006-07 for Victoriaville Tigres. Nikolaj Ehlers spiller i Halifax Mooseheads.

## Memorial Cup vindere
Memorial Cup er siden ligaens start i 1969 vundet af hold fra QMJHL i alt 8 gange:
- 2006 – Québec Remparts
- 2000 – Rimouski Océanic
- 1997 – Hull Olympiques
- 1996 – Granby Prédateurs
- 1981 – Cornwall Royals
- 1980 – Cornwall Royals
- 1972 – Cornwall Royals
- 1971 – Québec Remparts